# Гамедзе, Натан
Натан Гамедзе (Natan Gamedze; родился под именем Nkosinathi Gamedze в 1963 году, Свазиленд) — эсватинско-израильский ортодоксальный (харедим) раввин и преподаватель. Родившись в королевском роду клана Гамедзе из королевства Свазиленд (ныне Эсватини), он принял иудаизм, был рукоположен в раввины и теперь читает лекции еврейской аудитории по всему миру, рассказывая свою личную историю о том, как африканский принц стал чернокожим раввином-харедим.

## Семейное прошлое
По словам Натана Гамедзе, его был местным королём. Однако британцы, колонизировавшие Южную Африку и создавшие государства Свазиленд, Басутоленд и Бечуаналенд, провели свои собственные границы, объединив различные этнические группы в одном государстве. Британцы также выбрали для управления Свазилендом конкурирующую королевскую династию, компенсировав это предоставлением клану Гамедзе министерских должностей. Последний король из рода Гамедзе отрёкся и закончил жизнь христианским пастором, а главой клана стал его брат. Отец Гамедзе лишился монаршего титула, но стал известен как «верховный вождь», а также был назначен министром образования и послом в странах ЕЭС.
Вместе с тем, научная история страны указывает, что независимое вождество, управляемое членами клана Гамедзе, было первоначально завоевано и включено в растущее королевство Нгване, управляемое членами клана Дламини, ещё в конце XVIII — начале XIX века, задолго до британской колонизации. Клан Гамедзе в соответствии с королевской традицией свази относится к категории кланов Эмакхандзамбили («те, кто оказался впереди»), что означает, что они жили на этой земле до прибытия и завоевания Дламини, в отличие от Бомдзабуко («истинных свази»), которые сопровождали королей Дламини, и Эмафикемува («пришедших позже»), которые присоединились к королевству впоследствии. Кланы Эмахандзамбиле изначально были включены в королевство с широкой автономией, частично путём предоставления им особого ритуального и политического статуса, но степень их самостоятельности была резко ограничена королем Мсвати II, подчинившим Гамедзе в 1850-х годах.

## Ранние годы и образование
Гамедзе был одним из восьми детей, родившихся у его родителей в Свазиленде. До восьми лет он рос на родине и получил образование в частных школах там и в Лондоне. Затем он с отличием окончил Оксфордский университет, получив степени бакалавра и магистра по специальности «Современные языки и переводы», специализируясь на немецком, итальянском и французском языках. В 1987 году он получил степень магистра в Университете Витватерсранда в ЮАР. К 1988 году он стал официальным переводчиком немецкого языка в Верховном суде Южной Африки. Он свободно говорит на 14 языках, половина из которых европейские, а другая — африканские.
На паре по итальянской литературе в Витватерсрандском университете он заметил, как кто-то пишет в своей тетради справа налево — то был иврит. Гамедзе вспомнил этот эпизод, когда в этом университете перед ним стоял выбор изучения ещё одного языка для получения степени — сперва он собирался остановиться на русском, но расписание этого курса ему не подходило, и он в итоге решил пройти курс иврита, что развило в нем интерес к иудейским религиозным текстам. Он вспоминал: «Я сразу почувствовал внутреннюю связь с еврейством. С ранних лет я ненавидел деньги и богатство. Я искал ответы на главные вопросы и нашел их в иудаизме. Получив диплом, я уехал в Италию и там решил пройти гиюр».
По приглашению профессора Еврейского университета в Иерусалиме Моше Шарона он приехал в Израиль, чтобы получить докторскую степень по ивриту. Там он посещал занятия по философии в иешиве «Ор Сомайях» в Иерусалиме и принял иудаизм в 1991 году. Он учился в Ор Сомайях ещё четыре года. С 1995 по 2000 год он посещал курсы Талмуда в ешиве Бриск в Старом городе Иерусалима, где получил сан раввина.
Ближе к концу своего пребывания в Бриске Гамедзе познакомился со своей женой Шайной Голдой Гордон, которая была баалат тшува (вернувшейся в ортодоксальный иудаизм) из Нью-Йорка и училась в Неве-Йерушалаим. Первые два года брака они жили в Бейтар-Илите, где Гамедзе учился в колеле. В течение следующих пяти лет они жили в Цфате, где раввин Гамедзе преподавал в ешиве Шалом Рав и семинарии Шаарей Бина. Затем начал читать лекции в международной кирувной организации. В конечном итоге пара осела в Иерусалиме со своими двумя детьми. Гамедзе принадлежит к религиозно-сионистскому движению «Мизрахи».
В 2008 году Австралийская вещательная корпорация выпустила документальный фильм о жизни раввина Гамедзе под названием «Компас: чёрный еврей Свазиленда» (Compass: The Black Jew of Swaziland).